# Ohod Club
Der Ohod Club (arabisch نادي أحد, DMG Nādī Uḥud) ist ein 1939 gegründeter, saudi-arabischer Fußballklub mit Sitz in der Stadt Medina, innerhalb der gleichnamigen Provinz. Der Name des Klubs ist von dem Uhud inspiriert.

## Geschichte

### Gründung bis Etablierung der eingleisigen Ligen
Der Klub wurde im Jahr 1939 gegründet und gehört damit zu den ältesten Klubs des Landes. Die ersten Aufzeichnungen der Mannschaft entstammen der Saison 1974/75, in welcher die sogenannte Saudi Categorization League einmalig ausgetragen wurde. Diese wurde aus den besten Teams der zuvor bestehenden drei regionalen Ligen gebildet. Ohod wurde in Gruppe B einsortiert, erspielte in 14 Partien 13 Punkte, womit man den sechsten Platz erreichte, womit man absteigen musste. Im Pokal der Runde 1975 erreichte man das Viertelfinale. Dieses wurde aufgrund des tödlichen Attentats auf König Faisal ibn Abd al-Aziz nicht ausgetragen. Eine Saison später erreichte man erneut das Viertelfinale und schied dort mit 2:5 gegen al-Ahli aus.

### Erster Aufstieg in die erste Liga und Status als Fahrstuhlmannschaft
Die Saison 1976/77 konnte man in der zweiten Liga als dritter abschließen und somit erstmals in die eingleisige erste Liga des Landes aufsteigen. In der Folgesaison mit lediglich 7 Punkten stieg man als Letzter ab. In der nächsten Spielzeit stieg man sofort wieder auf, musste jedoch erneut als Letzter direkt absteigen, mit diesmal acht Punkten. In derselben Saison erreichte man das Finale des Pokals und unterlag al-Hilal mit 1:2. In der Spielzeit 1980/81 platzierte man sich als erster des Unterhauses und realisierte somit den direkten Wiederaufstieg. In der in zwei Gruppen ausgetragenen ersten Liga, kam die Mannschaft mit 22 Punkten auf den vierten Platz. Nachdem die Folgesaison wieder in einer zusammengeschlossenen Liga ausgetragen wurde, stieg man mit neun Punkten als Letzter wieder ab.
In der Saison 1984/85 wurde Ohod Erster und somit kehrte der Klub ein weiteres Mal in die erste Liga zurück. Auch diesmal stieg der Klub gleich in der folgenden Spielzeit mit nun sieben Punkten als Letzter ab. Mit 17 Punkten schaffte man es auf den siebten Platz. In der Runde 1986/87 erreichte man mit Platz Zwei erneut den Aufstieg in die erste Spielklasse. In der nächsten Saison erreichte der Klub mit 15 Punkten den vorletzten Platz und stieg ab.
In der Saison 1988/89 verpasste man mit 22 Punkten über den zweiten Platz den Aufstieg. In der Spielzeit 1990/91 gelang über den zweiten Platz der Aufstieg ins Oberhaus. Man stieg mit sieben Punkten direkt wieder ab.

### Ende der 1990er Jahre bis heute
Nach diesem Abstieg sind fast keine Infos mehr vorhanden. Zur Saison 1997/98 tauchen wieder Daten auf, welche den Klub in der zweiten Liga, mit 22 Punkten auf dem sechsten Platz, zeigen. In der Runde 1999/2000 stieg man mit 15 Punkten und Platz Zehn als Letzter erstmals in die dritte Liga ab. Zur Saison 2001/02 taucht der Klub dann wieder in der zweiten Liga auf, wo man sich sicher im Mittelfeld positioniert. Die Spielzeit 2003/04 kann man auf dem ersten Platz abschließen und in die erste Liga aufsteigen. Nach der Saison ging es direkt wieder hinunter. Hier stieg man mit 26 Punkten über den 13. Platz in die dritte Liga ab.
Mit 40 Punkten über den zweiten Platz gelingt der direkte Wiederaufstieg. Hier hielt man sich bis zur Runde 2011/12, als der Klub mit 28 Punkten über den 14. Platz in die Drittklassigkeit abstieg. In der in zwei Gruppen ausgetragenen Division erreichte der Klub den zweiten Platz und durfte an den Aufstiegs-Playoffs teilnehmen. Hier konnte man sich nach Hin- und Rückspiel gegen al-Mujazzal durchsetzen und in die zweite Klasse aufsteigen. Der Klub stieg mit 27 Punkten über den 14. Platz sofort wieder ab. Über die Teilnahme an der Aufstiegsrelegation gelingt der erneute Wiederaufstieg. Diesmal wurde al-Kawkab bezwungen. Am Ende der Spielzeit 2016/17 kann der Klub in die erste Liga zurückkehren. In der Folgesaison kann man im Oberhaus 18 Punkte erreichen. Der letzte Platz bedeutete aufgrund einer Aufstockung auf 16 Mannschaften jedoch nicht den Abstieg. In der Folgesaison änderte sich die Platzierung jedoch nicht und mit 21 Punkten stieg man ab. Bis heute ist die Mannschaft in der zweiten Liga vertreten.

## Erfolge
- Saudi First Division League
  - Sieger: 1980/81, 1983/84, 2003/04
  - 2. Platz: 1978/9, 1986/87, 1990/91, 1992/93, 2016/17

- Saudi Second Division League
  - 2. Platz: 2000/01, 2006/07